# Iglesia de San Andrés Apóstol (Villaverde)
La iglesia de San Andrés Apóstol es un inmueble del municipio español de Madrid, ubicado en el distrito de Villaverde.

## Descripción

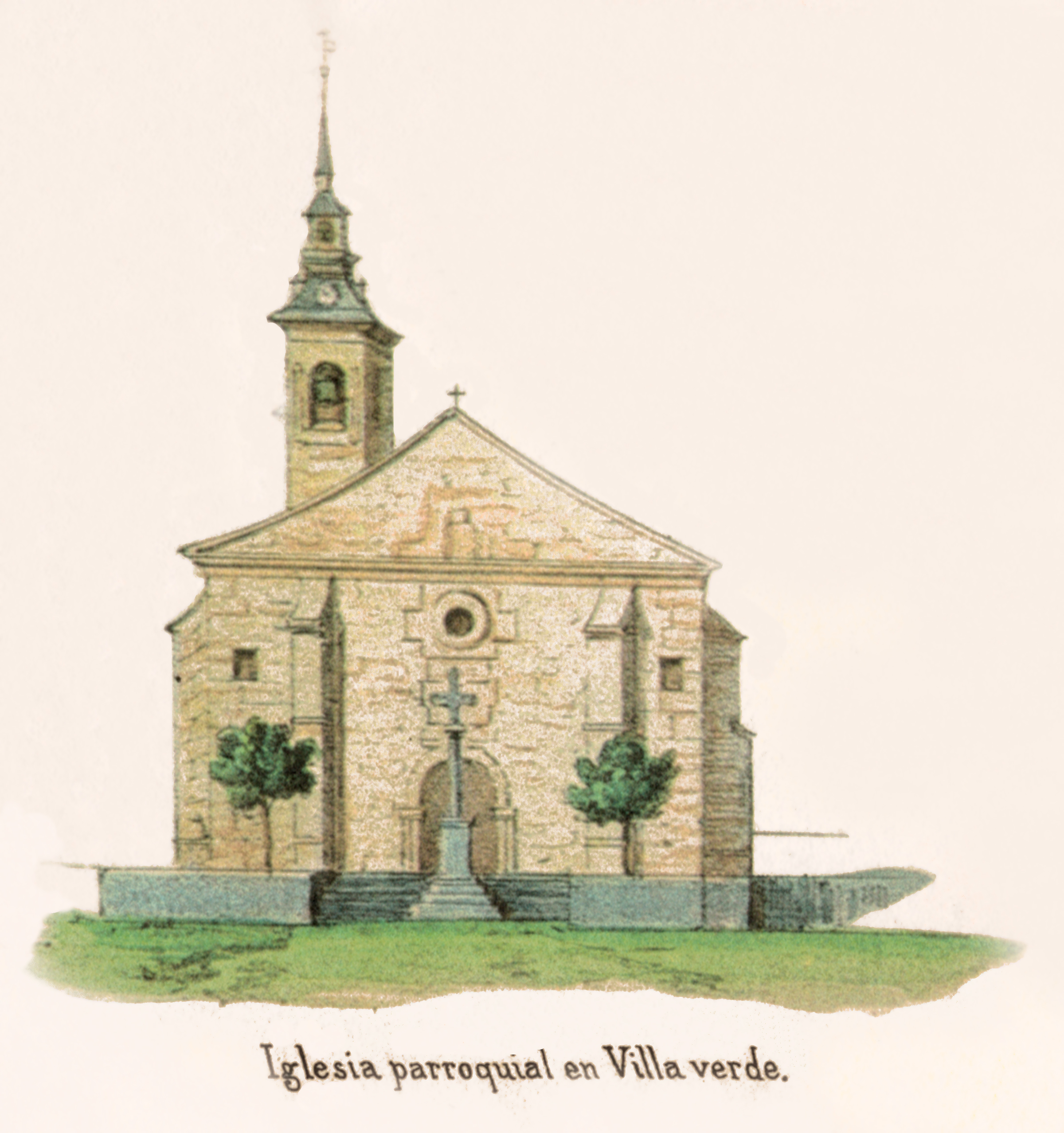
Vista de la iglesia a mediados del

La iglesia se encuentra bajo la advocación de San Andrés Apóstol. Se dice desconocer su fecha de origen, si bien algunas fuentes lo ubican en el siglo XV o en el XVI, fecha esta última en la que sí existe constancia de su existencia por figurar en las Relaciones topográficas de Felipe II. A la iglesia, que sufrió restauraciones en los siglos XVII y XIX, Juan Ortega Rubio la consideraba «bastante buena». De ella decía que «su artesonado de madera de nogal es magnífico, no desmereciendo el retablo y algunas esculturas. El curato pertenece a los de segundo ascenso. Carece de mérito artístico la pequeña capilla de las religiosas del Sagrado Corazón».